# Проекция (психология)
 Тази статия е за психологическото понятие Проекция.  За математическото понятие Проекция вижте Проекция.  
Проекцията включва приписване (атрибутиране) на личностни характеристики или мотивации на другите хора като функция на собствените личностни характеристики и мотивации. Идентифицирани са три типа проекция. При атрибутивната проекция човек съзнава притежаването на определена черта и след това я атрибутира (приписва) на друг човек. При тази проекция човек проектира своя нежелана черта върху известни и уважавани личности, което му помага да преосмисли тази своя черта и да направи притежаването и по-малко стресиращо. Макар да има известни доказателства, че хората по-вероятно проектират своите черти върху харесвани или уважавани хора, отколкото върху други индивиди, все още няма консистентни доказателства, че проекцията редуцира както субективния, така и физиологичния стрес. Вместо да бъде защитно мотивирана, атрибутивната проекция може да е случай на наивна генерализация към всички, които по принцип се възприемат като сходни.
При допълващата проекция човек съзнава определена характеристика или чувство и атрибутира тяхната причина на друг човек. Обикновено се приема, че тя служи на защитна функция, като помага на човека да се види в хармония със света и да оправдае собствените си чувста или дейности.
И накрая при сходството или класическата проекция човек не съзнава притежаването на определена черта и я проектира върху други хора. Фройд разглежда този тип проекция като помощно средство на изтласкването. Човек не само изтласква в безсъзнателното нежеланите черти, но и ги проектира извън себе си върху другите: „Аз не притежавам тази лоша черта – той я има“. Макар че този тип реакция е вероятно реакцията, която най-често се има предвид, когато се каже думата проекция, напълно липсват емпирични изследвания, документиращи нейното съществуване.